# Jan (książę Beja)
Jan de Bragança port., João Maria Fernando Pedro de Alcântara Miguel Rafael Gabriel Leopoldo Carlos António Gregório Francisco de Assis Borja Gonzaga Félix de Bragança-Wettin (ur. 16 marca 1842 w Lizbonie, zm. 27 grudnia 1861 tamże) – infant portugalski, książę Beja.

## Życiorys
Był trzecim synem królowej-monarchini Marii II i jej męża króla Ferdynanda II.
Odebrał wykształcenie wojskowe. Służył w armii jako pułkownik regimentu kawalerii. 11 listopada 1861, gdy razem z bratem księciem Porto szykowali się do powrotu z wizyty w Anglii i Francji na cholerę zmarł ich najstarszy brat król Piotr V. Z tą chwilą książę Porto został królem Ludwikiem I, a Jan następcą tronu.
Po powrocie do kraju zmarł w grudniu 1861 na dur brzuszny (tak jak jego bracia Piotr V i Ferdynand).

## Odznaczenia
- Krzyż Wielki Wstęgi Trzech Orderów (Chrystusa, Św. Benedykta z Avis i Św. Jakuba od Miecza)[2]
- Krzyż Wielki Orderu Wojskowego Wieży i Miecza, Męstwa, Wierności i Zasługi[2]
- Krzyż Wielki Orderu Niepokalanego Poczęcia Najświętszej Marii Panny z Vila Viçosa[2]